# Nino Ferrer

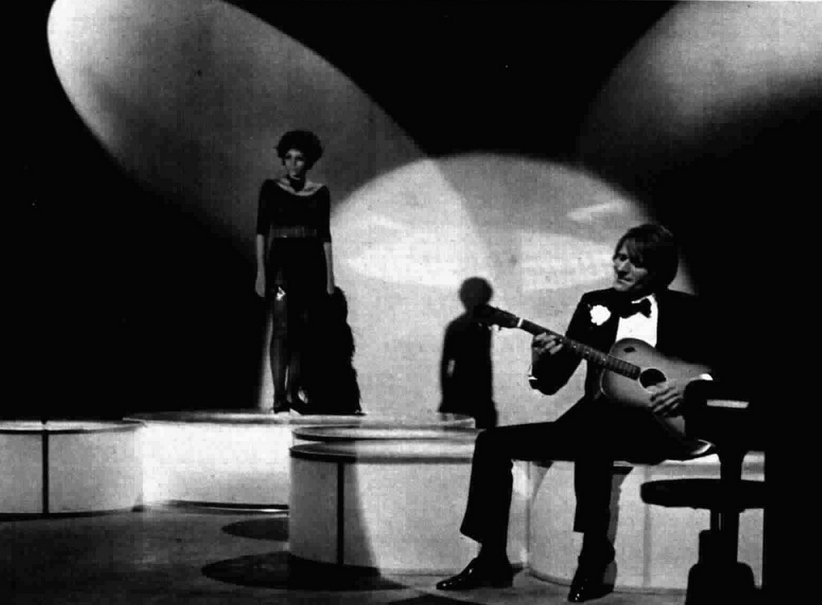
Nino Ferrer podczas jednego z występów we włoskiej TV

Nino Ferrer, właściwie Nino Agostino Arturo Mari Ferrari (ur. 15 sierpnia 1934 w Genui, Włochy, zm. 13 sierpnia 1998 w Montcuq, Francja) – francuski piosenkarz, kompozytor i producent muzyczny, wywodzący się z rodziny włosko-francuskiej. Był popularny głównie w latach 60., zarówno we Francji, jak i we Włoszech.

## Życiorys i kariera artystyczna

### Dzieciństwo i młodość
Nino Agostino Arturo Mari Ferrari urodził się w mieszanej rodzinie; jego ojciec pochodził z Piemontu, natomiast matka była Francuzką o korzeniach gaskońsko-normandzkich. Pierwsze 5 lat życia spędził w Nowej Kaledonii, gdzie pracował jego ojciec. W 1939 roku przyjechał z matką na wakacje do Włoch. Z ojcem oboje spotkali się już po wojnie. Młody Nino początkowo chciał być lekarzem, ale szybko porzucił te plany. Uczęszczał do szkoły jezuitów w Genui, a następnie w Paryżu, jednak edukacja religijna zniechęciła go do Kościoła. W późniejszym okresie studiował etnologię i archeologię, zamierzając zostać badaczem. Ale i z tych planów zrezygnował, gdy zainteresował się bliżej jazzem, a zwłaszcza bluesem, stając się z czasem gorącym zwolennikiem Jamesa Browna, Otisa Reddinga i Raya Charlesa. Zaczął grać na kontrabasie w zespołach Coleman's New Orleans Jazz Orchestra oraz Richard Bennet's Dixie Cats. Akompaniował rhythm and bluesowej śpiewaczce Nancy Holloway, która jako pierwsza przekonała go, aby spróbował swych sił jako wokalista solowy.

### Lata 60.
W 1962 roku zadebiutował w paryskiej Olympii, co zapoczątkowało jego karierę artystyczną we Francji. Przełomem okazała się dla niego EP-ka „Mirza” z 1965 roku, z charakterystyczną partią organów, na których grał Bernard Estardy. Tytułowy utwór z EP-ki znalazł się również na debiutanckim albumie artysty, Enregistrement Public. Nino Ferrer zaczął być z czasem kojarzony z ruchem yé-yé, którego eksponentami byli we Francji Jacques Dutronc i Michel Polnareff. Będąc jednak o dziesięć lat starszy od większości gwiazd spod znaku yé-yé, przestał odczuwać satysfakcję ze swej działalności w show-biznesie. Po daniu prawie 200 koncertów w 1966 roku postanowił przenieść się do Włoch, gdzie przez kilka lat był współgospodarzem telewizyjnego show Io, Agata e tu, prowadzonego przez Raffaellę Carrà. Jednocześnie kontynuował wydawanie coraz bardziej cynicznych w wyrazie, czasami upolitycznionych EP-ek („Mao et Moa”, „Le Roi de L'Angleterre”). Jego drugi album, Le telefon, wydany w 1967 roku, okazał się sukcesem, również poza granicami Francji. Z włoskiego okresu jego działalności pochodzą takie piosenki jak: „Il re d' Inghilterra” (zaprezentowany na Festiwalu Piosenki Włoskiej w San Remo w 1968 roku), „Vorrei la pelle nera”, „La campagna”, „Agata”, a zwłaszcza „Donna Rosa”, napisana z Pippem Baudo, która w 1969 roku stała się wiodącym singlem programu Settevoci pozostając przez 17 tygodni na liście przebojów. Nino Ferrer w tym czasie również komponował piosenki dla innych artystów: „L'ultima occasione” i „Un anno d' amore” dla Miny oraz „Le petit soleil” dla Brigitte Bardot.

### Lata 70.
W 1970 Nino Ferrer powrócił do Francji, gdzie rozpoczął pracę nad swoim kolejnym albumem, Métronomie, innym w zamierzeniu od poprzednich. W jego powstaniu uczestniczył Bernard Estardy. Zawarte na nim refleksyjne utwory utrzymane były w klimacie progresywnego rocka, a ich teksty miały bardziej osobisty charakter. Choć album ten nie był sukcesem komercyjnym, to jeden z zawartych na nim utworów, „La Maison Près de la Fontaine” okazał się znaczącym sukcesem prog rocka we Francji. Jednak Ferrer uważał, iż jego wizja artystyczna nie została właściwie zrozumiana, co jeszcze bardziej pogłębiło jego niechęć do show-biznesu. W 1973 roku wspólnie z gitarzystą Mickey Finnem utworzył zespół Leggs, z którym nagrał kilka swoich albumów. Zawarte na nich utwory cechowała rozpiętość stylistyczna od rock and rolla do gospel i od progresywnego rocka do swobodnego funku. Ten ostatni styl doszedł do głosu na albumie Nino i Radiah z 1974 roku, będącego znów owocem współpracy z Estardym. Pochodząca z albumu piosenka „Le Sud”, zdobyła dużą popularność we Francji sprzedając się w liczbie ponad 1 miliona egzemplarzy.
W 1978 roku Nino Ferrer ożenił się z Jacqueline Monestier zwaną zdrobniale Kinou.

### Lata 80.
W 1981 roku Nino Ferrer pod szyldem wytwórni WEA wydał swój nowy album, La Carmencita, na którym znalazły się głównie jego dawne piosenki. Album jednak sprzedawał się niezadowalająco, podobny jak jego kolejny album, Ex-Libris, zawierający premierowe nagrania i dedykowany ojcu.
W 1983 roku wydał kolejny album, utrzymany w stylu rock and rolla zespołu Leggs, Rock'n'roll cowboy. 19 grudnia dał w Olympii jedyny koncert. Jeszcze w tym samym roku postanowił zerwać z show-biznesem. Pomiędzy schyłkiem 1984 a 1986 rokiem Nino Ferrer całkowicie wycofał się ze sceny muzycznej. Wyjechał do swego domu na wsi, gdzie dużo malował, miał kilka wystaw, poświęcił się przede wszystkim wychowywaniu swoich synów, Pierre’a i Arthura. W 1986 roku nagrał album zatytułowany 13ème album, jednak przeszedł on niezauważony.
W 1989 roku gmina Montcuq zleciła mu organizację obchodów 200 rocznicy rewolucji francuskiej. Nino Ferrer zorganizował spektakl, w trakcie którego wykonał „Marsyliankę”, wydaną następnie w limitowanym nakładzie na singlu.

### Lata 90.
W 1990 roku Nino Ferrer odniósł pewne sukcesy we Włoszech. Kilka jego koncertów przyciągnęło wielu młodych fanów. W następnym roku powrócił na rynek francuski wydając kompilację L'Indispensable, która okazała się dużym sukcesem komercyjnym. Podobnie jak we Włoszech, również i we Francji młoda publiczność odkryła i doceniła jego repertuar.
W 1993 roku wydał nowy, oryginalny album La Désabusion, którego tytuł stanowił połączenie słów désabuser (pol. wyprowadzić z błędu) i illusion (iluzja). Okładkę albumu i dołączoną do niego książeczkę artysta zilustrował własnymi obrazami. Był to jego ostatni album studyjny. W 1995 roku wystąpił na festiwalu w La Rochelle, w trakcie którego swoje sukcesy z lat 60. określił jako „ciążący mu ołów”. Była to jego ostatnia publiczna wypowiedź. Wkrótce powrócił do Montouq, gdzie miał posiadłość, kupioną za tantiemy uzyskane z piosenki „Le Sud”. Poświęcił się życiu rodzinnemu, swoim zwierzętom (konie, psy) oraz surrealistycznemu malarstwu, będącemu wizualnym odpowiednikiem jego piosenek. Sprowadził z Włoch matkę, by zamieszkała razem z nim. W lipcu 1998 roku matka zmarła, a jej śmierć okazała się dla niego wielką traumą, z którą nie umiał sobie poradzić. Na dwa dni przed swymi 64. urodzinami, zakończył tragicznie życie, strzelając sobie w serce podczas spaceru na polu kukurydzy.